# Junonia caeruleffugiens
Junonia caeruleffugiens är en fjärilsart som beskrevs av Heslop 1962. Junonia caeruleffugiens ingår i släktet Junonia och familjen praktfjärilar. Inga underarter finns listade i Catalogue of Life.